# رينيه بيلمونت
رينيه بيلمونت (بالبرتغالية: Renê Belmonte‏) هو كاتب سيناريو وكاتب برازيلي، ولد في 27 يناير 1971 في ساو باولو في البرازيل.

## وصلات خارجية
- رينيه بيلمونت على موقع IMDb (الإنجليزية)
- رينيه بيلمونت على موقع قاعدة بيانات الفيلم (الإنجليزية)